# Джон Фельдман
Джон Вільям Фельдман (англ. John William Feldmann, 29 червня, 1967) — американський музикант та продюсер. Він як продюсер і спів-автор пісень яких було продано більш як 34 мільйони альбомів по всьому світу, зокрема 6 мільйонів у період з 2011 до 2015, а також він ведучий вокаліст/гітарст панк-рок гурту Goldfinger. Він є прихильником боротьби за права тварин.

## Музика
Фельдман розпочав грати музику коли йому було 16 після того як він почув пісню Mommy's Little Monster гурту Social Distortion. Його перший гурт Family Crisis з Саратога, Каліфорнія. Він переїхав до Лос-Анджелеса у 1988 та заснував гурт Electric Love Hogs де зустрів майбутнього бас-гітариста гурту Goldfinger Келлі Лем'є. The Electric Love Hogs (який також включає Dave Kushner з Velvet Revolver та Bobby Hewitt з Orgy) підписали контракт з Polygram у 1990 та видали один альбом
Фельдман заснував гурт Goldfinger у 1994 коли він зустрівся з Саймоном Вільямсом, який працював в тому ж взуттєвому магазині. Гурт підписав контракт з Mojo/Universal у 1995.
Протягом часу, що Фельдман був A&R менеджером для Warner Bros. Records & Maverick Records, він підписав контракти з такими гуртами The Used, Destroy Rebuild Until God Shows, Showoff, City Sleeps, Story of the Year, Foxy Shazam, та Mest.
Він виконував різноманітну роботу з видання альбомів та написання пісень для гуртів The Cab, The Veronicas, Good Charlotte, Mest, The Used, Story of the Year, Ешлі Сімпсон, ONE OK ROCK, Hilary Duff, Goldfinger, Showoff, The Matches, Atreyu, City Sleeps, Anthony Green, Beat Union, Cute Is What We Aim For, Escape the Fate, After Midnight Project, Foxy Shazam, All Time Low, Allstar Weekend, Panic! at the Disco, Boys Like Girls, Plain White T's, 5 Seconds of Summer, Blink-182, Black Veil Brides, Andy Black, Sleeping With Sirens, Stick to Your Guns, та Set It Off.
Фельдман є діючим A&R консультантом для Red Bull Records. Він підписав контракти з гуртами Itch (початково King Blues), Blitz Kids, та Beartooth.
Нещодавно він випустив сьомий студійний альбом для Blink 182 під назвою «California» за який він і гурт отримали їх першу  нагороду Греммі у номінації «Best Rock Album»

## Активізм
Фельдман є веганом та активістом в боротьбі за права тварин. Він вирішив стати вегетаріанцем під враженнями від перегляду фільму Babe у 1995. Він зазвичай зачитує матеріали про права тварин під час концертів Goldfinger. Він виступає від імені організації, що бореться за права тварин PETA та Action for Animals. Фельдман знявся у документальних фільмах Під маскою та Skin Trade. Він також з'являється у фільмі  Bold Native.

## Дискографія
| Рік  | Виконавець                      | Альбом                                          | Лейбл                          | Назва                                                              |
| ---- | ------------------------------- | ----------------------------------------------- | ------------------------------ | ------------------------------------------------------------------ |
| 2017 | Ded                             | Mis•an•thrope                                   | Suretone                       | Продюсер                                                           |
| 2017 | Goldfinger                      | The Knife                                       | Rise Records                   | Продюсер/Автор                                                     |
| 2017 | 311                             | Mosaic                                          | BMG                            | Продюсер/Спів-автор                                                |
| 2017 | One Ok Rock                     | Ambitions                                       | Fueled By Ramen                | Продюсер                                                           |
| 2016 | Blink-182                       | California                                      | BMG                            | Продюсер/Спів-автор                                                |
| 2016 | Good Charlotte                  | Youth Authority                                 | Kobalt Label Services          | Продюсер/Спів-автор                                                |
| 2016 | Biffy Clyro                     | Ellipsis                                        | 14th Floor                     | «Animal Style» Спів-продюсер/Спів-автор                            |
| 2016 | Andy Black                      | The Shadow Side                                 | Lava / Republic Records        | Продюсер/Спів-автор/Вокал                                          |
| 2015 | Disturbed                       | Immortalized                                    | Reprise / Warner Bros. Records | «Open Your Eyes» та «What Are You Waiting For» Продюсер/Спів-автор |
| 2015 | 5 Seconds of Summer             | Sounds Good Feels Good                          | Capitol                        | Продюсер/Спів-автор/Змішування                                     |
| 2015 | All Time Low                    | Future Hearts                                   | Hopeless Records               | Продюсер/Спів-автор/Змішування                                     |
| 2015 | Sleeping With Sirens            | Madness                                         | Epitaph Records                | Продюсер/Спів-автор/Змішування                                     |
| 2015 | One Ok Rock                     | 35XXXV                                          | Warner Bros. Records           | Продюсер/Спів-автор/Змішування                                     |
| 2014 | Avicii                          | The Nights                                      | Universal                      | Спів-автор                                                         |
| 2014 | Stick to Your Guns              | Disobedient                                     | Sumerian Records               | Продюсер/Спів-автор/Змішування                                     |
| 2014 | 5 Seconds of Summer             | 5 Seconds of Summer                             | Capitol                        | Продюсер/Спів-автор/Змішування                                     |
| 2014 | Beartooth                       | Disgusting                                      | Red Bull Records               | Автор/A&R                                                          |
| 2014 | Ballyhoo!                       | Halo                                            | Right Coast Records            | Продюсер/Спів-автор/Змішування                                     |
| 2014 | The Word Alive                  | Real.                                           | Fearless Records               | Продюсер/Спів-автор/Змішування                                     |
| 2014 | The Used                        | Imaginary Enemy                                 | Hopeless Records               | Продюсер/Спів-автор/Змішування                                     |
| 2014 | We Are the In Crowd             | Weird Kids                                      | Hopeless Records               | Продюсер/Спів-автор/Змішування                                     |
| 2014 | Itch                            | The Deep End                                    | Red Bull Records               | A&R/Продюсер/Спів-автор/Змішування                                 |
| 2014 | Blitz Kids                      | The Good Youth                                  | Red Bull Records               | A&R/Продюсер/Спів-автор/Змішування                                 |
| 2013 | Makua Rothman                   | Sound Wave                                      | Mountain Apple Company         | Продюсер/Спів-автор/Змішування                                     |
| 2013 | One Ok Rock                     | Jinsei?Boku=                                    | A-Sketch                       | Змішування                                                         |
| 2013 | Black Veil Brides               | Wretched and Divine: The Story Of The Wild Ones | Lava Records                   | Продюсер/Спів-автор/Змішування                                     |
| 2013 | We Came As Romans               | Tracing Back Roots"                             | Equal Vision Records           | Продюсер/Спів-автор/Змішування                                     |
| 2013 | Escape the Fate                 | Ungrateful                                      | Eleven Seven Music             | Автор/Продюсер/Інженер/Змішування                                  |
| 2013 | Heaven's Basement               | Filthy Empire                                   | Red Bull Records               | Продюсер/Спів-автор/Змішування                                     |
| 2013 | Blitz Kids                      | Never Die                                       | Red Bull Records               | A&R/Автор/Продюсер/Інженер/Змішування                              |
| 2012 | Papa Roach                      | The Connection                                  | Eleven Seven                   | Продюсер/Спів-автор/Змішування                                     |
| 2012 | Megan & Liz                     | Bad For Me                                      | Collective Sounds              | Продюсер/Спів-автор/Змішування                                     |
| 2012 | King Blues                      | Long Live The Struggle                          | Transmission Recordings        | Продюсер/Змішування/Автор                                          |
| 2012 | The Used                        | Vulnerable                                      | Hopeless Records               | Продюсер/Змішування/Автор                                          |
| 2011 | Hedley                          | Storms                                          | Universal Music Canada         | Автор                                                              |
| 2011 | All Time Low                    | Dirty Work                                      | Interscope                     | Автор                                                              |
| 2011 | The Cab                         | Symphony Soldier                                | Universal                      | Автор/Змішування/Продюсер                                          |
| 2011 | Attack Attack!                  | Attack Attack! (deluxe edition)                 | Rise Records                   | Продюсер, Спів-автор                                               |
| 2011 | The Red Jumpsuit Apparatus      | Am I The Enemy                                  | Collective Sounds              | Продюсер/Arranger/Композитор/Інженер Mixing/Programming/Вокал      |
| 2011 | Get Scared                      | Best Kind of Mess                               | Universal Motown               | Автор/Продюсер/Інженер/Змішування Композитор/Programming/Вокал     |
| 2011 | Allstar Weekend                 | All the Way                                     | Hollywood                      | Продюсер/Змішування/Композитор                                     |
| 2011 | Destroy Rebuild Until God Shows | D.R.U.G.S.                                      | Sire/Decaydance                | A&R/Продюсер/Інженер/Змішування/Вокал                              |
| 2011 | Panic! at the Disco             | Vices & Virtues                                 | Fueled By Ramen                | Продюсер/Інженер/Змішування/Автор                                  |
| 2010 | Allstar Weekend                 | Suddenly Yours                                  | Hollywood                      | Продюсер/Змішування/Композитор/Вокал/Бас-гітарист                  |
| 2010 | Good Charlotte                  | Cardiology                                      | Epic                           | Автор                                                              |
| 2010 | Four Year Strong                | Enemy Of The World                              | Decaydance                     | Змішування                                                         |
| 2010 | Foxy Shazam                     | Foxy Shazam                                     | Sire                           | A&R/Продюсер/Інженер/Змішування/Автор                              |
| 2010 | Plain White T's                 | Wonders of the Younger                          | Hollywood                      | Автор                                                              |
| 2010 | Neon Trees                      | Habits                                          | IDJ                            | Автор                                                              |
| 2009 | After Midnight Project          | Let's Build Something to Break                  | Universal Motown               | Автор/Продюсер/Інженер/Змішування                                  |
| 2009 | Saosin                          | In Search of Solid Ground                       | Virgin                         | Автор/Продюсер/Інженер                                             |
| 2009 | Hedley                          | The Show Must Go                                | Universal Music Canada         | Автор/Продюсер/Інженер/Змішування                                  |
| 2008 | Anthony Green                   | Avalon                                          | Photo Finish Records           | Автор/Продюсер/Змішування                                          |
| 2008 | Escape the Fate                 | This War Is Ours                                | Epitaph                        | Автор/Продюсер/Інженер/Змішування                                  |
| 2008 | Cute is What We Aim For         | Rotation                                        | Fueled By Ramen                | Автор/Продюсер/Інженер/Змішування                                  |
| 2008 | Josephine Collective            | We Are the Air                                  | Warner Bros. Records           | A&R/Продюсер/Інженер/Змішування                                    |
| 2007 | The Veronicas                   | Hook Me Up                                      | Sire                           | Автор/Продюсер/Змішування                                          |
| 2007 | Atreyu                          | Lead Sails Paper Anchor                         | Hollywood                      | Продюсер/Інженер                                                   |
| 2007 | The Used                        | Lies for the Liars                              | Reprise                        | Продюсер/Інженер                                                   |
| 2007 | City Sleeps                     | Not An Angel                                    | Trustkill                      | A&R/Продюсер/Інженер/Змішування                                    |
| 2006 | The Matches                     | DeКомпозитор                                    | Epitaph                        | Спів-продюсер                                                      |
| 2005 | Hilary Duff                     | Most Wanted                                     | Hollywood                      | Автор/Продюсер                                                     |
| 2004 | The Used                        | In Love and Death                               | Reprise                        | Продюсер/Інженер/Змішування                                        |
| 2004 | Good Charlotte                  | The Chronicles of Life and Death                | Epic                           | Автор                                                              |
| 2004 | Ешлі Сімпсон                    | Autobiography                                   | Geffen                         | Автор                                                              |
| 2003 | The Used                        | Maybe Memories                                  | Reprise                        | Автор/Продюсер/Змішування                                          |
| 2003 | Goldfinger                      | Open Your Eyes                                  | Mojo/Jive Records              | Автор/Продюсер/Інженер/Змішування                                  |
| 2003 | Story of the Year               | Page Avenue                                     | Maverick                       | A&R/Автор/Продюсер/Змішування                                      |
| 2002 | The Used                        | The Used                                        | Reprise                        | A&R/Продюсер/Інженер/Змішування                                    |
| 2002 | Good Charlotte                  | The Young and the Hopeless                      | Epic                           | Автор                                                              |
| 2002 | Goldfinger                      | Open Your Eyes                                  | Jive Records                   | A&R/Продюсер/Інженер/Змішування                                    |
| 2001 | Mest                            | Destination Unknown                             | Maverick                       | Продюсер/Змішування                                                |
| 2000 | Mest                            | Wasting Time                                    | Maverick                       | A&R/Продюсер/Змішування                                            |
| 2000 | Goldfinger                      | Stomping Ground                                 | Mojo                           | Автор/Продюсер                                                     |
| 1999 | Showoff                         | Showoff                                         | Maverick                       | A&R/Продюсер/Інженер/Змішування                                    |
| 1999 | Goldfinger                      | Darrin's Coconut Ass: Live                      | Universal                      | Продюсер/Інженер/Змішування                                        |
| 1997 | Goldfinger                      | Hang-Ups                                        | Mojo                           | Автор/Продюсер                                                     |
| 1996 | Goldfinger                      | Goldfinger                                      | Mojo                           | Автор/Продюсер                                                     |
| 1996 | Reel Big Fish                   | Turn the Radio Off                              | Mojo                           | A&R                                                                |